# Marko Mitrović (voetballer, 1992)
Marko Mitrović (Malmö, 27 juni 1992) is een Zweeds profvoetballer van Servische komaf die als aanvaller speelt.
Hij doorliep de jeugdopleiding van Malmö FF en werd in 2008 door het Engelse Chelsea FC gecontracteerd. Daar kampte hij in zijn laatste seizoenen met blessures en in 2012 liep zijn contract af. In de zomer van 2012 kwam Mitrović bij het Italiaanse Brescia Calcio. Hij speelde 31 wedstrijden in de Serie B voor zijn contract medio 2014 afliep. Eind augustus 2015 tekende Mitrović een tweejarig contract bij het Nederlandse FC Eindhoven. In juni 2016 tekende hij een contract bij het Deense Randers FC.
Mitrović was Zweeds jeugdinternational.

## Clubstatistieken
| Seizoen | Club               | Land        | Competitie     | Wed.        | Doelp.      |
| ------- | ------------------ | ----------- | -------------- | ----------- | ----------- |
| 2012/13 | Brescia Calcio     | Italië      | Serie B        | 24          | 2           |
| 2013/14 | Brescia Calcio     | Italië      | Serie B        | 7           | 1           |
| 2014/15 | Zonder club        | Zonder club | Zonder club    | Zonder club | Zonder club |
| 2015/16 | FC Eindhoven       | Nederland   | Eerste Divisie | 4           | 1           |
| 2016/17 | Randers FC         | Denemarken  | Superligaen    | 10          | 0           |
| 2016/17 | SønderjyskE        | Denemarken  | Superligaen    | 9           | 1           |
| 2017/18 | SønderjyskE        | Denemarken  | Superligaen    | 3           | 0           |
| 2018/19 | FK Radnicki Nis    | Servië      | Superliga      | 3           | 0           |
| 2018/19 | → FK Dinamo Vranje | Servië      | Superliga      | 7           | 1           |
| Totaal  | Totaal             | Totaal      | Totaal         | 67          | 6           |